# نقد محمد
پیشینه نقد محمد بن عبدالله، پایه‌گذار دین اسلام، به سده هفتم میلادی بازمی‌گردد. اعراب نامسلمان به او به دلیل آموزش یکتاپرستی انتقاد می‌کردند و انتقادهای قبایل یهودی عربستان از او شامل بود بر بهره‌برداری از روایات و شخصیت‌های کتاب مقدس عبری به صورت ناموجه، ضدیت با یهود و اعلام خود به عنوان "آخرین پیامبر"، بدون انجام معجزه یا برخورداری از معیارهایی که در کتاب مقدس عبری تعیین شده‌است برای تشخیص یک پیامبر حقیقی فرستاده‌شده از سوی یَهُوَه (خدای یهودیان)؛ به همین دلیل، یهودیان به او لقب مخرب ha-Meshuggah (عبری: מְשֻׁגָּע، "دیوانه" یا "تسخیرشده") دادند.
علی سینا در آخرین کتاب او به نام «درک محمد: زندگی‌نامه روان‌شناسانه پیامبر الله»، اذعان می‌کند که محمدبن‌عبدالله از یک سری اختلالات روانی از جمله، خودشیفتگی، صرع لوب تمپورال، و اختلال وسواسی جبری رنج می‌برده‌است.
بر پایه دانشنامه بریتانیکا، محمد، تنها مؤسس دینی جهانی است که زندگانی‌اش کامل در معرض تاریخ قرار گرفته و در متون تاریخی، گزارش‌های فراوانی از او یافت می‌شود؛ هرچند مانند دیگر شخصیت‌های تاریخیِ پیش از دوران مدرن، تمام جزئیات زندگی او مشخص نیست. به گفته سید حسین نصر، در نوشته‌های مسیحی سده‌های میانه با شیوه جدلی وی به عنوان خارج از دین یا حتی ضدمسیح، تصویر شده‌است. آثار پژوهشگران غربی مدرن که از سده ۱۸ به بعد، نوشته شده‌است، دسته دیگری از آثار است که رویکردی تاریخی‌تر به موضوع دارند، متأثر از مکاتب فلسفی و کلامی مدرن غرب هستند و پیامبری محمد را رد می‌کنند. این نوشته‌ها بیشتر بر جنبه‌هاو به عوامل انسانی، اجتماعی، اقتصادی و سیاسی توجه دارند، نه به مسائل دینی، اعتقادی و معنوی. تنها در اواخر سده بیستم، نویسندگان غربی، روش‌های علمی مدرن غربی را با یکدلی نسبت به موضوع مطالعه، تلفیق کردند و به‌خصوص به واقعیت‌های دینی و روحانی درگیر در مطالعه زندگی محمد، توجه کردند.
 یکی از دلایل عمده این امر، نداشتن منابع کافی، و ابهامات پیرامون آن است عربستان پیش از اسلام است.

## زمینه رسالت
به اعتقاد برخی از منتقدان، شرایط اجتماعی زندگی محمد در دوران نوجوانی و جوانی او را به سمت ادعای رسالت رهنمون شده‌است. آنها از سفرهایی اسم می‌برند که محمد به کشورهای مجاور داشته‌است و در ضمن با کشیشان و خاخام‌ها و صوفیان برخورد کرده و رسوم و آداب و اصول مذهبی ای که قرآن بر آن بنا شده را از آنها آموخته‌است.
و با مقایسه آن با مراسم بت‌پرستی مشرکین، در او انگیزه‌ای برای ادعای رسالت ایجاد کرده‌است.
به عقیده منتقدان بحیرا کشیش مسیحی، گفتگوهای مداومی با محمد در باب مذهب و نفی بت‌پرستی انجام می‌داده، بیشترین تأثیر را بر روی محمد داشته‌است. برخی همچنین از کشیشی بنام کاس اسم می‌برند که اصول دین کاتولیک را به محمد آموخته‌است.
منابع دیگر مانند سیره ابن اسحاق و طبری سن محمد را در این سفر ۱۲ سال ذکر کرده‌اند؛ و اینکه محمد همراه عمویش، ابوطالب با کاروانی به شام سفر کرد و با بحیرا سرجیوس (یک راهب مسیحی) دیدار کرد و بشارت پیامبری‌اش را از وی شنید.
برخی مورخان این برخورد را گفت و شنودی کوتاهی گزارش کرده‌اند که بحیرا با گفتن «او سرور جهانیان است»، رسالت محمد را پیشگویی کرده‌است.
برخی دیگر با تفصیل بیشتری به این قضیه پرداخته‌اند، از جمله آن‌که بحیرا از خواب‌های پیامبر می‌پرسد و او را به لات و عزی سوگند می‌دهد که محمد از آن‌ها تبرّی می‌جوید بحیرا مهر نبوت را میان دو کتف محمد می‌بیند و در پایان این دیدار، ابوطالب را از آینده کودک آگاه و سفارش می‌کند که او را از یهود و نصاری یا رومیان یا هر دو یا چنان‌که مسعودی گفته‌است از اهل کتاب، با تأکید بر یهود حفظ کند.
به گفته منتقدان پس از ازدواج محمد با خدیجه نیز افرادی چون ورقة بن نوفل، عموزادهٔ خدیجه، که مذهب حنفی داشت، در هدایت فکری محمد به یکتاپرستی بی تأثیر نبودند همچنان که خود محمد هم اعتراف کرده مانند حنفی‌های مکه، طائف و یثرب یک یکتاپرست است.
مبلغان اسلام امور غیبی، یا به باور مسعود انصاری، موجوات خیالی را مختص اسلام نمی‌دانند؛ چون در دیگر ادیان توحیدی سابقه داشته و پاره‌ای از باورداشت‌های مشرکین عصر محمد هم ریشه در همین کتب توحیدی داشته‌است. همچنان که مفاهیمی کلیدی در متن قرآن، نظیرالله، نبی، قیامت، جنت، جهنم، ملک، جن، شفاعت، تقوا، کرامت، کفر، اسلام، ایمان، وحی، غیب، دنیا، آخرت، یوم الحساب، و برخی واژگان فقه اسلامی همگی برای عرب عصر نزول وحی معهود و آشنا بوده‌است و این نه از سر آن است که قرآن منفعل از فرهنگ زمانه است، بلکه به سبب آن است که ادیان توحیدی در آن سرزمین ریشه داشته‌است و قرآن در ادامه نبوت دیگر انبیای توحیدی نازل شده‌است.

## ادعای بیماری و جنون
از میان ادعاهایی که دربارهٔ محمد بن عبدالله می‌شود، جنون، شایع‌ترین آن‌هاست که قرآن، بیش از سایر ادعاها بدان پرداخته‌است. البته قرآن می‌گوید نسبت جنون، منحصر به محمد نبوده‌است، بلکه این اتهام دربارهٔ دیگر انبیاء نیز تکرار شده‌است. آیه ۵۲ سوره ذاریات در این باره می‌گوید: «بدین سان بر کسانی که پیش از آنها بودند هیچ پیامبری نیامد جز اینکه گفتند ساحر یا دیوانه ای است»
سم هریس نویسنده آمریکایی که به دلیل انتقاد از مذاهب شهرت دارد، دارای تحصیلات آکادمیک در زمینه فلسفه و علوم اعصاب شناختی و از هواداران شک‌گرایی علمی در مناظره با کریس هجز، می‌گوید: محمد در آن زمان به اسکیزوفرنی مبتلا شده‌است و این، ادعای او را دربارهٔ اینکه قرآن توسط فرشته مقرب و برتر، جبرئیل بر او دیکته شده باشد را روشن می‌کند. در مقابل مدافعین به روایتی استناد می‌کنند که محمد برای نصب حجر الاسود به عنوان حَکَم انتخاب شد و در اختلاف نظر قبایل چاره‌اندیشی کرد که این خود به عنوان دلیلی برای سلامت عقل محمد ذکر می‌شود. جعفر سبحانی دلیل می‌آورد که با توجه به اینکه پیش از بعثت، مردم مکه محمد را «محمد امین» می‌خواندند و امانت‌های خود را به وی می‌سپردند، این اتهام وارد نیست.

## خودنوشته بودن قرآن توسط محمد
عبدالکریم سروش اعتقاد دارد که قرآن کلام‌الله نیست، بلکه حاصل دیدگاه و ذهن خود محمد از آنچه که در رؤیا دیده می‌باشد، و محمد را از خدا برتر می‌خواند و این را «خوانش رؤیا از قرآن» یا «خوانش تاریخی، انسانی و اخلاقی قرآن»، می‌نامد و با تأیید اینکه مطابق گفته‌های تمام مورخان محمد در زمان وحی «دچار احوال نامتعارفی می‌شد چیزی شبیه خواب بلکه سنگین‌تر از خواب»، قرآن را نیازمند خواب‌گزاری دانست. سروش اعتقاد دارد اگر قرآن را کلام‌الله بپندارید در برابر مسائل اخلاقی قرآن در شرایط سخت لاینحلی قرار خواهید گرفت.
یکی از اتهام‌هایی که به محمد زده می‌شود این است که قرآن را از خودش ساخته و به خدا نسبت داده‌است. چارلز تری می‌نویسد بدون تردید می‌توان گفت نخستین اثری که از خواندن قرآن در ذهن خوانندهٔ آن می‌نشیند آن است که محمد، اصول و موازین اسلام را از یهودیان حجاز آموخته‌است. اصول و احکامی که برگه‌های ابتدایی قرآن را پر کرده‌است عبارتند از روز قیامت، بهشت و دوزخ، کتاب آسمانی، وحی به وسیله فرشته، مزایای پیروی از امور مذهبی و غیره، که به گونه‌ای کامل از نوشتارهای مقدس کلیمی‌ها و یهودیان گرفته شده‌است.
قرآن در دفاع از محمد او را امی خطاب کرده می‌گوید: «تو پیش از قرآن، کتابی را تلاوت نکردی و ننوشتی که اگر اینچنین بود باطل اندیشان به شک می‌افتادند» ویلیام مونتگومری وات معتقد است امی به معنی عدم آشنایی محمد با متن‌های مقدس در بین مردم بوده‌است نه به معنی بی‌سواد بودن.

علی دشتی در کتاب بیست‌وسه سال بیش از هر کس بر این اتهام که قرآن را محمد به نفع خودش نوشته‌است، پافشاری می‌کند. مراجع اسلام اما در رد این نظریه، آیاتی را ذکر می‌کنند که از این نظر منع‌هایی جدی برای محمد قائل می‌شوند: 
 بعد از آنچه برایت شمردیم، دیگر هیچ زنی برایت حلال نیست، و نیز حلال نیست که همسرانت را به همسری دیگر مبدل کنی، هر چند که از کمال وی خوشت آید.
دشتی در ادامه می‌گوید: قرآن به مسائلی پرداخته‌است که ممکن است در دیدهٔ منتقد، حقیر جلوه کند. از آن جمله‌است: مسائل خصوصی محمد یا آنِ زنان وی یا نزاع‌های لفظی وی با مخالفانش. آمدن چنین مطالبی در قرآن دون شأن کتابی دانسته شده‌است که بنا به ادعا کتاب هدایت بشر در همه اعصار است. ابن وراق به نقل از کائناتی رسالت قرآن را این می‌داند تا مشکلات محمد را با آیه‌هایی که به سودش نازل می‌کند، بر طرف می‌سازد. اشتباهاتش را هموار می‌کند؛ لغزش‌هایش را مشروع جلوه می‌دهد و در مقام یک خدای ستمگر، وحشی و غیراخلاقی سامی، تحقق غریزه‌های ددمنشانه پیامبرش را تشویق می‌کند سوره مسد یکی از این سوره‌های مورد انتقاد است؛ که دربارهٔ ابولهب و همسرش است. در این سوره از نابودی ابولهب و اعمالش سخن به میان آمده‌است و او و همسرش به گرفتاری در عذاب جهنم تهدید شده‌اند.
به گفتهٔ دشتی از ساحت کبریای آفرینندهٔ جهان و قادر مطلق دور است که به یک عرب نادانی دشنام دهد و نفرین کند و زن او را حمالةالحطب بنامد. دشتی همچنین سوره کوثر را مثال می‌آورد که در واکنش به ماجرای کنایه زدن شخصی به محمد بن عبدالله دربارهٔ بی‌دنباله بودن وی، پس از درگذشتِ قاسم و عبدالله، فرزندان محمد، نازل شده‌است.
به نوشته موافقان اما، نقل ماجرای این درگیری‌ها در قرآن برای آموزش مسلمانان و تبیین احکام اسلامی بوده‌است. مثل مخالفت اسلام با فرهنگ آن زمان که پسران را بزرگ می‌شمردند و دختران را زنده‌به‌گوری می‌کردند؛ در ماجرای بی‌دنباله خواندن پیامبر در سوره کوثر، همچنین شکستن یک سنت جاهلی در ارتباط با منع ازدواج با همسرِ مطلقهٔ فرزندخوانده، در ماجرای ازدواج محمد با زینب بنت حجش بوده‌است.
ماجرای زینب به روایت مخالفان به شرح زیر است:
«روزی محمد برای دیدار پسر خوانده‌اش زید، رهسپار خانهٔ او شد. زید با زینب بنت حجش، دختر عموی محمد که زن بسیار زیبایی بود ازدواج کرده بود. در آن روز زید در خانه نبود و زینب که کم‌وبیش نیمه‌برهنه بود، در را به روی محمد باز کرد و او را به درون خانه فراخواند. زیبایی زینب از بدن نیمه‌برهنه‌اش آشکار شده بود و محمد را در جا میخکوب کرد. پس از لختی سکوت، محمد اظهار داشت: «فتبارک الله الحسن الخالقین» سپس خانهٔ زید را ترک کرد. هنگامی که زید به خانه برگشت و زینب رویداد رخ داده را به اطلاعش رساند، زید یکسره نزد محمد رفت و اظهار داشت که میل دارد زنش را طلاق دهد. اما محمد مخالفت کرده و گفت: «از الله بترس و همسرت را نگه دار». زید که درک کرده بود عشق زینب در دل محمد خانه کرده‌است، او را طلاق داد ولی محمد از ترس سرزنش مردم، هنوز در ازدواج با زینب تردید داشت. علاوه بر آن در سنت عرب، پسرخوانده با پسر تفاوتی نمی‌کرد و عرب‌ها ازدواج با همسرِ پسرخوانده را ازدواج با محارم به‌شمار می‌آوردند؛ ولی بنا بر رسم معمول همیشگی، آیه‌هایی از طرف الله به محمد وحی شد و به او جرأت داد تا این هنجار را نقض کند. به‌طوری‌که در روزی که محمد در خانه عایشه بود، به گونه‌ای ناگهانی وارد یکی از غش و ضعف‌های هنگام وحی گردید. هنگامی که از آن حالت بیرون آمد، اظهار داشت: «چه کسی نزد زینب خواهد رفت و به او شادباش خواهد گفت، زیرا، الله ازدواج او را با من تجویز کرده‌است» 
در مقابل روایتی که مراجع اسلام به آن استناد می‌کنند روایت انس است. بر طبق این روایت، زید به قصد شکایت از زینب به نزد محمد رفت. نه به قصد پیش قدم شدن برای ازدواج زینب با محمد. محمد او را به ترس از خدا و نگه داشتن زنش نصیحت کرد.
به اعتقاد موافقان، داستان ازدواج محمد با زینب بنت حجش با تمام صراحتی که در قرآن آمده و هدف آن شکستن یک سنت جاهلی در ارتباط با ازدواج با همسر مطلقه فرزندخوانده معرفی شده، باز مورد سوءاستفادهٔ دشمنان اسلام شده که خواسته‌اند از آن یک داستان عشقی بسازند تا شخصیت محمد را با آن آلوده کنند و برای این کار احادیث مشکوک یا مجعولی را دستاویز قرار داده‌اند. از جمله اینکه نوشته‌اند:
«هنگامی که پیامبر برای حالپرسی زید به خانه او آمد همین‌که در را گشود چشمش به جمال زینب افتاد، و گفت: سبحان الله خالق النور تبارک الله احسن الخالقین !: (منزه است خداوندی که خالق نور است و جاوید و پر برکت است خدائی که احسن الخالقین می‌باشد) و این جمله را دلیلی بر علاقه محمد به زینب گرفته‌اند. درحالی‌که شواهد روشنی -قطع نظر از مسئله نبوت و عصمت- در دست است که این افسانه‌ها را تکذیب می‌کند. نخست اینکه: زینب دختر عمه پیامبر بود و در محیط خانوادگی تقریباً با او بزرگ شده بود، پیامبر شخصاً او را برای زید خواستگاری کرد، و اگر زینب جمال فوق‌العاده‌ای داشت و فرضاً جمال او جلب توجه محمد را کرده بود، نه جمالش امر مخفی بود و نه ازدواج با او قبل از این ماجرا مشکلی داشت، بلکه با توجه به اینکه زینب هیچ‌گونه تمایلی برای ازدواج با زید نشان نمی‌داد بلکه مخالفت خود را صریحاً، بیان کرد، و کاملاً ترجیح می‌داد همسر پیامبر شود به‌طوری‌که وقتی پیامبر به خواستگاری او برای زید رفت خوشحال شد زیرا تصور می‌کرد محمد او را برای خود خواستگاری می‌کند، اما بعداً با نزول آیه قرآن و امر به تسلیم در برابر فرمان خدا و پیامبر تن به ازدواج با زید داد. با این مقدمات چه جای این توهم که او از چگونگی زینب با خبر نباشد؟ و چه جای این توهم که تمایل ازدواج با او را داشته باشد و نتواند اقدام کند؟ دیگر اینکه هنگامی که زید برای طلاق دادن همسرش زینب به پیامبر مراجعه می‌نماید پیامبر بارها او را نصیحت می‌کند و مانع این طلاق می‌شود، این خود شاهد دیگری بر نفی آن افسانه‌ها است. از سوی دیگر قرآن با صراحت هدف این ازدواج را بیان کرده تا جائی برای گفتگوهای دیگر نباشد. از سوی چهارم در آیات فوق خواندیم که خدا به پیامبر می‌گوید: (در ماجرای ازدواج با همسر مطلقه زید جریانی وجود داشت که پیامبر از مردم می‌ترسید در حالی که باید از خدا بترسد) از دیدگاه مسلمانان مسئله ترس از خدا نشان می‌دهد که این ازدواج به عنوان یک وظیفه انجام شده که باید به خاطر پروردگار ملاحظات شخصی را کنار بگذارد تا یک هدف مقدس الهی تأمین شود، هر چند به قیمت انتقاد منتقدان و متهم ساختن محمد تمام گردد.»
ماجرای ماریه، یکی دیگر از همسران محمد، و آیه‌ای که در این مورد نازل شده هم، انتقاد برخی را که معتقدند محمد این آیات را به نفع خودش ساخته‌است، برانگیخته است. ماجرای ماریه از این قرار است که توجه محمد به ماریه و شایستگی‌های این بانو حساسیت برخی از زنان پیامبر به‌خصوص عایشه و حفصه را برانگیخته بود. آن‌ها از رفتار پیامبر با ماریه و علاقه خاص محمد به او در رنج و تعب بودند تا اینکه روزی حفصه در روز مخصوص خود نزد محمد آمده از او اجازه خواست جهت کاری نزد پدر برود. محمد به او اجازه داد. پس از رفتن حفصه، محمد ماریه را به خود طلبید. حفصه به خانه برگشت و چون در بسته بود بیرون در نشسته بود وقتی حفصه محمد را با ماریه دید ناراحت شد و با پیامبر درشتی کرد. محمد برای رضایت او ماریه را بر خود حرام کرد و از او خواست قضیه را مخفی کند؛ اما حفصه فوراً به عایشه خبر داد
و گفت: «تو را بشارت می‌دهم که رسول‌خدا کنیزش را بر خود حرام کرده‌است و خداوند ما را از دست او راحت کرد.» در این هنگام آیات اول سوره تحریم نازل شد (ای پیامبر چرا چیزی را که خدا بر تو حلال کرده به خاطر جلب رضایت همسرانت بر خود حرام می‌کنی…) و پیامبر را به خاطر اینکه حلال خدا را حرام کرده، عتاب نموده، بعد دستور می‌دهد سوگندش را بشکند.

### غرانیق
غرانیق در ادبیات اسلامی اشاره به ماجرایی دارد که عده‌ای معتقدند در حین ابلاغ وحی توسط محمد برای وی رخ داده‌است با این تفصیل که کلامی جز کلام خدا، یا به بیان دیگر القائات شیطان را، بر زبان رانده‌است؛ ولی پس از آن خود متوجه شده‌است و آن بیانات را باطل کرده‌است. آیات ۲۲:۵۱ قرآن مهر تأییدی بر اتفاق غرانیق شمرده می‌شود. ویلیام مویر، خاورشناس غربی، این داستان را «آیات شیطانی» خوانده‌است و مونتگمری وقوع کلیت این اتفاق را محکم می‌داند تقریباً همگی مسلمانان سراسر قرون، این داستان را ساختگی دانسته و رد می‌کنند، بیشتر مسلمانان دوران معاصر تا پیش از انتشار رمان جنجالی «آیات شیطانی» در دهه ۱۹۸۰ میلادی توسط سلمان رشدی در این مورد، از این ماجرا اطلاعی نداشتند.
اکثر مستشرقین این داستان را با این استدلال پذیرفته‌اند که امکان اینکه مسلمانان خودشان چنین داستانی را ابداع کنند، یا اینکه آن را از معاندان اسلام بپذیرند کم است. دانشنامه اسلام این استدلال را ناکافی می‌داند و می‌نویسد «داستان [غرانیق] در شکل فعلی آن به گونه‌ای که توسط طبری، واقدی و ابن سعد نقل شده تحت عنوان واقعیت تاریخی به دلایل مختلف قابل پذیرش نیست.» (و قطعاً یک تفسیر جعلی از قرآن است که بعداً افزوده شده‌است.) این دانشنامه اما امکان وجود برخی حقایق تاریخی پشت این داستان را منتفی نمی‌داند.
به گفته دانشنامه اسلام، سجده کردن، مسجد و امثال آن‌ها که در ذیل داستان غرانیق آمده در دوران حضور مسلمانان در مکه وجود نداشتند.
طبری مطلب را به گونه‌ای آورده که داستان غرانیق (سوره نجم) روز اتفاق افتاد و آیه ۵۳ سوره حج همان شب نازل شد. حال آنکه سوره حج مدنی است و فاصله بین نزول دو سوره نجم و حج حداقل پنج سال است.
به نقل ابن سعد غرانیق در رمضان سال پنجم بعثت رخ داد و مهاجران در شوال همان سال به مکه بازگشتند. اینکه مسافری از مکه خبر را به حبشه برساند و بعد مهاجران از حبشه به مکه بازگردند در آن زمان در یک ماه ممکن نبود.
به گفته سید جعفر مرتضی عاملی اسناد این داستان راوی اصلی را یکی از تابعین یا اصحابی معرفی می‌کنند که در آن زمان متولد نشده بود.

## مشروعیت دادن به مشکلات اخلاقی
تعدد همسران محمد از نقاط مورد نقد زندگی محمد است.
گفته می‌شود محمد بن عبدالله از نقاط ضعف اخلاقی مردم، برای رسیدن به هدف‌هایش استفاده می‌کرد؛ برای همین برده‌داری و تعدد زوجات را-که سند اسارت زنان است-منع نکرد، بلکه خودش قهرمان تعدد زوجات شد. وی بردگی و صیغه را به رسمیت شناخت. نورمان گیسلر ازدواج‌های محمد را نشانه‌ای از عدم سازگاری اخلاقی وی می‌داند چرا که وی حاضر نبود حد چهار زن که بر دیگر مردان گذاشته‌بود خود تبعیت کند. این در حالی است که قرآن محمد را از قانون نهایتاً ۴ زن مستثنی کرده‌است.[قرآن احزاب ۵۰] مسلمانان علت این امر را موقعیت محمد به عنوان رهبر جامعه قبیله ای آن زمان می‌دانند که ازدواج‌ها بیشتر دلایل سیاسی داشته و محمد اهداف والاتری از برآورده کردن نیازهای نفسانی دنبال می‌کرده‌است. دلیلِ این امر اینکه محمد تا ۵۰ سالگی تنها یک همسر داشت دلیل دیگر اینکه همه زنان محمد (به جز عایشه) بیوه بوده‌اند.
به گفته جان اسپوزیتو، فرهنگ سامی معمولاً این اجازه را به مردان می‌داده و چندهمسری امری مرسوم در میان قوم عرب، مخصوصاً خانواده اشراف بوده‌است. منابع اسلامی البته به این نکته تأکید دارند که محمد بعد از ازدواج با خدیجه (که ۱۵ سال از خودش مسن تر بود) و تا زمان فوت خدیجه به مدت ۲۵ سال تک‌همسر ماند.

## برخورد با دشمنان
سیلورشتاین در مجموعه کتب معرفی خیلی کوتاه می‌گوید محمد در منابع اولیه یک انسان عادی و حتی جایزالخطا تصویر شده‌است (خدای وی در قرآن چندین بار به وی تذکر می‌دهد) و وی در منابع جدیدتر یک انسان خطاناپذیر معرفی شده‌است.
به اعتقاد ویلیام مویر محمد با دشمنانش هیچ نرمشی نشان نمی‌داد و برای نمونه چند مثال می‌آورد از جمله: شادی کردن بر روی اجساد کشتگان قریش در جنگ بدر، اعدام اسیران قریشی در جنگ بدر به دلیل سیاسی، شکنجه کنان بن ربیعه و برادر زاده‌اش بعد از پیروزی خیبر و کشتنش به دلیل اقرار نکردن، بدرفتاری با همسر رهبر یهودیان، ضبط دارایی ۲ طایفه یهودی و اخراج آنها از مدینه، و کشتن مردان طایفه سوم یهودی‌ها و به اسیری و بردگی گرفتن همسران و فرزندان آنها.
در مقابل وات معتقد است محمد مانع رفتارهای خشن (که نزد اعراب معمول بود) با اسیران می‌شد. محمد چند تن را که دشمنان خطرناک مدینه و اسلام می‌پنداشت، کشت و از بقیه چشم پوشید.
اسیران در مدینه بین مسلمانان پراکنده شدند و محمد به نیک رفتاری با آنها سفارش کرد. بیشتر آنها، از جمله کسی که عباس بن عبدالمطلب، عموی پیامبر، را کشته بود، با پرداخت فدیه، آزاد شدند، و چندتن از آنان، در مقابلِ آموختن سواد به زید بن ثابت و دیگر فرزندان انصار از اسارت رهایی یافتند و چند تن دیگر بدون پرداخت فدیه آزاد شدند.
منابع اسلامی همچنین از قرار صلحی می‌گویند که پس از فتح خیبر بین سپاه پیامبر و یهودیان خیبر منعقد شد، که بر طبق آن مقرر شد خون جنگجویان درون قلعه محفوظ بماند و آنان با زنان و کودکانشان سرزمین خیبر را ترک کنند و اموال و طلاها و زمین‌ها و سلاح‌ها و زره‌ها و جامه‌ها را تسلیم پیامبر کنند.
گفته می‌شود وقتی محمد بر گنج و زیورهایی که کنانه و برادرش در قلعه کتبیه پنهان کرده بودند، دست یافت و چون آنان با سوگندهای اکید  وجود این گنج را انکار کرده بودند، آنان را به دو تن از مسلمانان سپردند تا در قبال خون خویشاوندانشان قصاص کنند، و به علاوه، چون نقض عهد کرده بودند، پیامبر طبق قرار، اموالشان را گرفت و زنان و کودکانشان را اسیر کرد.
در مقابل، ابن وراق معتقد است که برخلاف پندهایی که محمد به قبایل عرب، منبی بر رفع کدورت و انتقام‌جویی (به دلیل جنگ‌های قبیله‌ای بینشان) می‌داد، خود به آن‌ها معتقد نبود و نسبت به دشمناش در مکه و یهودیان مدینه و رقبایش کینه می‌ورزید وی برای مثال حدیثی از صحیح بخاری به میان می‌آورد:
برخی از قبایل عکل به مدینه آمدند و اسلام آوردند ولی هوای مدینه بهشان نساخت و تصمیم به خروج از مدینه را گرفتند محمد به آنها دستور داد به محل اسکان شترهای صدقه‌ای بروند و برای بهبود، به عنوان دارو، از شیر و ادرار شترها بنوشند. آنها این کار را کردند و بهبودی حاصل شد؛ ولی پس از آن از اسلام برگشتند، چوپان شترها را کشتند و شترها را دزدیدند و با خود بردند. محمد گروهی از پیروانش را به دنبالشان فرستاد و در نتیجه آنها دستگیر و به مدینه آورده شدند محمد دستور داد دست و پایشان را قطع و چشمانشان را با آهن داغ شده، داغ کنند. در نتیجهٔ قطع دست و پا، خون از آنها جاری شد ولی چون محمد برای بند آوردن خونریزی اقدامی نکرد، آن قدر از آنها خون رفت تا جان دادند.
کارن آرمسترانگ معتقد است محمدبن عبدالله بر اساس اصول اساسی اسلام، پیوسته در فکر مذاکره و صلح بود؛ نویسنده برای اثبات این ادعا، نمونه‌های تاریخی را ذکر می‌کند:
محمد بن عبدالله جان، اعتقاد و پیرویِ نزدیک‌ترین یاران خود را در جریان صلح با مکه به گرو گذاشت تا این اتحاد بدون خونریزی به انجام رسد؛ چنان‌که همین معنا را از سوره فتح به خوبی می‌توان دریافت.

## آیه‌های یادشده
1. ↑  عنکبوت، ۴۸
2. ↑  احزاب، ۵۲
3. ↑  احزاب، ۴–۵
4. ↑  تحریم، ۱-۵